# Ах, зачем эта ночь так была хороша
«Ах, зачем эта ночь так была хороша» — фильм Российской империи 1916 года, режиссёра Александра Аркатова.

## Сюжет
Разорившийся коннозаводчик кончает жизнь самоубийством. Происходит распродажа его лошадей и хозяйства. Владелец крупной фабрики, купивший несколько лошадей, приглашает сына коннозаводчика к себе на работу. Тот соглашается и становится клерком в одной из его контор. Вскоре он знакомится с дочерью фабриканта и влюбляется в неё. Девушка отвечает ему взаимностью. Фабрикант, узнав об этом, приходит в ярость и ищет богатого жениха для своей дочери. Влюблённые пытаются бежать и обвенчаться тайно, но это им не удаётся. Девушку возвращают домой, а юноша получает ранение. Поселившись в каморке, он долго болеет, а выздоровев, узнает, что его возлюбленную выдали замуж. Какое-то время он продолжает жить воспоминаниями о недолгих счастливых минутах своей жизни, но безнадёжность настоящего приводит его к самоубийству.

## О фильме
Фильм один из «песенных» фильмов, то есть таких, название которых взято из песни. Романс, который дал название этому фильму, был написан в 1910-е гг. (автор стихов — русский поэт Николай Риттер, музыка — Николай Бакалейникова):
Ах, зачем эта ночь

Так была хороша!

Не болела бы грудь,

Не страдала б душа.

## Художественные особенности
- Документализм сцен «скачки», «продажи лошадей».
- Монтаж «укрупнения», который применяется почти постоянно.

## Отзывы
Премьера фильма состоялась 27 декабря 1916 года. Отзывы той поры свидетельствовали о большом успехе фильма:

Жемчужина русской кинематографии. Побьет рекорд сборам по всей Руси.

Картина <…> заинтересовала широкие кинематографические круги. Заключено много договоров. Картина запродана на большинство районов.
— оба - "Киножурнал"
Фильм сохранился до наших дней.